# 石川県道26号珠洲穴水線

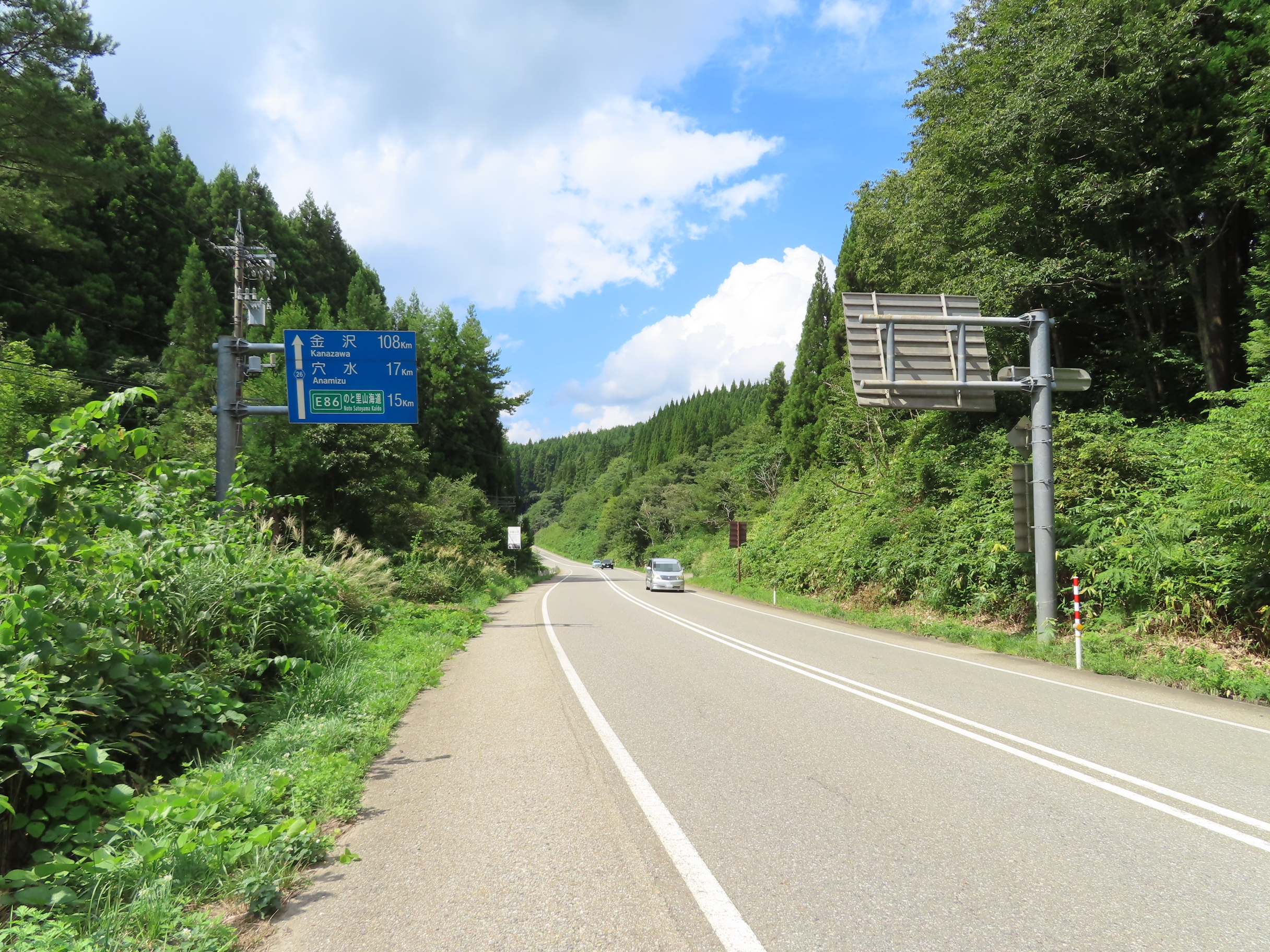
能登町太田原（2023年9月）

石川県道26号珠洲穴水線（いしかわけんどう26ごう すずあなみずせん）とは、石川県珠洲市と鳳珠郡穴水町を結ぶ県道（主要地方道）である。

## 概要
能登半島先端部に位置する珠洲市の名勝見附島（軍艦島）で知られる見附海岸から奥能登の玄関口と呼ばれる鳳珠郡穴水町まで、険しい山々や谷間を縫うように繋ぐコースである。一部の区間では珠洲道路の認定を受け整備が非常に行き届いているが、主要地方道と呼ぶには未だに整備が遅れており、普通自動車1台分にも満たない幅員部も残っている。そのほか、起点から宝立町馬渡に至る支線（珠洲道路指定区間）がある。
珠洲市の南部、宝立町鵜飼地区から鵜飼川の谷間を縫って西進、小屋ダムを過ぎると道は急に険しさを増し、石川県道6号宇出津町野線へ合流するまで厳しい隘路を下る。旧柳田村の中心市街で分岐したのちは、旧役場前を通過し、奥能登丘陵の合間に開かれた農村風景が続くルートで、旧村東西を結ぶ古くからのメインルートである。さらに西進し、ダイヤモンド型のインターチェンジで石川県道57号内浦柳田線の終点と接続する。当所から能登町柏木地区入口までの区間は、珠洲道路の指定を受けており、整備状況は能登有料道路を凌ぐ。柏木からは七尾北湾方向は、近年まで狭い谷間を下る危険なコースであったが、能登空港開港による周辺整備事業に伴い、曲がりの少ない経路で片側1車線（両側2車線）の幅員が確保された。終点に近い国道249号と合流する直前の穴水町梶地内は普通自動車1台分にも満たない狭隘区間である。
なお、有料道路区間を除く実延長総計では、石川県内では最も長い県道である。

### 路線データ
- 起点：石川県珠洲市宝立町金峰寺（金峰寺交差点・国道249号交点）
- 終点：石川県鳳珠郡穴水町中居チ169番地先（中居交差点・国道249号交点）

## 歴史
- 1972年（昭和47年）3月21日：路線認定
- 1993年（平成5年）5月11日 - 建設省から、県道珠洲穴水線が珠洲穴水線として主要地方道に指定される[1]。
- 2018年（平成30年）3月13日 : 珠洲市宝立町金峰寺（金峰寺交差点） - 珠洲市宝立町馬渡（石川県道57号内浦柳田線交点）の区間（珠洲道路指定区間）を編入[2]。
- 2018年（平成30年）4月3日 : 珠洲市宝立町鵜飼（鵜飼交差点） - 珠洲市宝立町金峰寺（金峰寺交差点）の区間が道路区域から除外[3]。起点が変更となる。

## 路線状況

### 重複区間
- 珠洲道路（珠洲市宝立町金峰寺 - 珠洲市宝立町馬渡）
- 石川県道6号宇出津町野線（鳳珠郡能登町小間生 - 鳳珠郡能登町石井）
- 石川県道275号与呂見藤波線（鳳珠郡能登町当目 地内）
- 珠洲道路（鳳珠郡能登町当目桜峠 - 鳳珠郡能登町柏木）

## 地理

### 通過する自治体
- 珠洲市
- 鳳珠郡
  - 能登町
  - 穴水町

### 交差する道路
- 国道249号・珠洲道路（国道249号松波鵜島バイパス）（珠洲市宝立町金峰寺・金峰寺交差点：起点）
- 珠洲道路（石川県道57号内浦柳田線）（珠洲市宝立町馬渡）
- 石川県道6号宇出津町野線（鳳珠郡能登町小間生）
- 石川県道288号鈴ヶ嶺矢波線（鳳珠郡能登町小間生・小間生橋詰）
- 石川県道6号宇出津町野線（鳳珠郡能登町石井・石井交差点）
- 石川県道277号柳田里線（鳳珠郡能登町柳田・年化橋詰）
- 石川県道276号五十里深見線（鳳珠郡能登町五十里）
- 石川県道275号与呂見藤波線（鳳珠郡能登町当目）
- 珠洲道路（石川県道57号内浦柳田線）（鳳珠郡能登町当目）
- 石川県道37号輪島山田線（鳳珠郡能登町大田原）
- 珠洲道路（石川県道303号柏木穴水線）（鳳珠郡能登町柏木）
- 石川県道271号漆原下出線（鳳珠郡穴水町中居）
- 国道249号（鳳珠郡穴水町中居・中居交差点：終点）